# Tays Reis
Tays Santos dos Reis (Ilhéus, 13 de janeiro de 1995), mais conhecida como Tays Reis, é uma cantora brasileira e ex-integrante da Banda Vingadora, que estourou em 2016 no Carnaval com a música "Paredão Metralhadora", e participou da décima segunda temporada de A Fazenda.

## Biografia
Tays nasceu em Ilhéus, um município no sul da Bahia, e embora tenha nascido em Ilhéus, logo se mudou para Itabuna, onde passou sua infância e adolescência. Começou a cantar aos 13 anos de idade na Igreja Adventista. Aos 15 anos, entrou em uma escola de música, na qual teve seis meses de aulas de canto e violão. Sua primeira experiência profissional foi cantando em festivais de musicas, bares e bandas de forró da região. Mais tarde, iniciou os seus estudos na faculdade de jornalismo, mas precisou trancar o curso para seguir o seu sonho na música. Aos 18 anos, foi convidada pelo empresário Aldo Rebouças para integrar a Banda Vingadora.

## Carreira

### 2014–2020: Banda Vingadora e carreira solo
Aos 18 anos, ela foi convidada para fazer parte da Banda Vingadora. O grupo, formado em fevereiro de 2014, começou sua carreira nas tradicionais festas do interior da Bahia, chamadas de "paredões de som", onde conseguiu ser a banda preferida destas festas. A banda conseguiu fazer grande sucesso nos bares e nas festas de Itabuna. Em 2015, a banda ficou conhecida no Nordeste com a música "A Minha Mãe Deixa", que foi apontada como o hino da festa de São João daquele ano. No restante do Brasil, alcançou a fama com o hit "Paredão Metralhadora", considerada a música do Carnaval de 2016. Sucesso no YouTube, o videoclipe de "Paredão Metralhadora" foi inspirado no filme Mad Max. Tays se tornou famosa ao cantar ritmos como arrocha, pagode baiano e funk melody 
Tays conquistou Ivete Sangalo após sua estreia no Carnaval de 2016, cantando em dois blocos de rua em cima do trio elétrico. A música que levou o nome de Tays para o Brasil inteiro tocou em todas as rádios e a colocou como estrela em diversos programas de televisão, além de homenagens. Sendo assim, ela já cantou ao lado de Ivete Sangalo e Anitta.
Em 28 de março de 2019, Tays deixou a banda e seguiu em carreira solo. Em 28 de setembro de 2019, lançou seu primeiro single intitulado "Bombardeio", gravado em Salvador. O vídeo traz um clima de paquera, muita sensualidade e um romance com um personagem interpretado pelo designer de moda e influenciador digital Laéllyo Mesquita. Em 2020, lançou mais dois singles, "Me Deixa Louca" e "Guitarrinha", dando continuidade à proposta de mesclar arrochadeira e pagode baiano.

### 2020–presente:A Fazenda 12e Artigo 157
Em 8 de setembro de 2020, Tays foi confirmada como uma das vinte participantes da décima segunda temporada do reality show A Fazenda, da RecordTV, sendo a décima sexta eliminada da competição em uma roça contra Lipe Ribeiro e Stéfani Bays com 29,29% dos votos para ficar, ficando em 5.º lugar na competição.
Durante sua estadia em A Fazenda, Tays iniciou um relacionamento com o cantor Biel. Após o termino da temporada do reality rural, Biel pediu Tays em namoro no dia do seu aniversário e o casal anunciou o lançamento do single "Artigo 157". O single foi lançado nas plataformas digitais em 17 de janeiro de 2021, com o videoclipe mostrando a rotina do relacionamento de Tays e Biel, "Artigo 157" alcançou a marca de 1 milhão de visualizações em menos de 24 horas no YouTube. Em 26 de março de 2021 em parceria com o cantor Jerry Smith, Tays lança o single ''Modo Facinha''.

## Vida pessoal
Em 2020, iniciou um namoro com o cantor Biel dentro do reality show A Fazenda. Em maio de 2021, Tays confirmou a separação, após polêmicas envolvendo a ex-mulher de Biel; porém, no mesmo ano, o relacionamento foi retomado.   No final de 2021, Tays descobriu que estava grávida de Biel. A filha do casal, Pietra, nasceu em julho de 2022.

## Discografia
- Raízes (2022)

### Solo
| "Desfaz essa Carinha" (feat. Ruanzinho)                                                 | 2020 | — | —  | Não adicionado à nenhum álbum |
| "Bombardeio"                                                                            | 2020 | — | —  | Não adicionado à nenhum álbum |
| "Tá Rolando Love" (com O Poeta)                                                         | 2020 | — | 35 | Não adicionado à nenhum álbum |
| "Artigo 157" (com Biel)                                                                 | 2021 | — | 1  | Não adicionado à nenhum álbum |
| "Modo Facinha" (com Jerry Smith)                                                        | 2021 | — | 4  | Não adicionado à nenhum álbum |
| "Quero Palminhas" (com Rogerinho)                                                       | 2021 | — | 9  | Não adicionado à nenhum álbum |
| "Lovezinho"                                                                             | 2021 | — | 23 | Não adicionado à nenhum álbum |
| "Esqueceu Porra Nenhuma" (com Biel, part. Vitinho Imperador)                            | 2022 | — | 3  | Não adicionado à nenhum álbum |
| "Fazer O Que Eu Mandar" (com Nêgo Jhá)                                                  | 2022 | — | —  | Raízes                        |
| "Menina Linda" (com Tierry)                                                             | 2023 | — | 79 | Ao vivo em Salvador           |
| "Muleke Não Combina com Mulher "                                                        | 2024 | — | 94 | A Rainha do Paredão           |
| "—" denota singles que não entraram nas paradas musicais ou não foram lançados no país. |      |   |    |                               |

### Com aBanda Vingadora
| Título                                                                                  | Ano  | Melhores posições | Melhores posições | Álbum                         |
| Título                                                                                  | Ano  | BRA               | BRA Salvador      | Álbum                         |
| --------------------------------------------------------------------------------------- | ---- | ----------------- | ----------------- | ----------------------------- |
| "Fazer o Crau"                                                                          | 2014 | —                 | —                 | Vem Ne Mim                    |
| "Sobe no Paredão" (com Tierry)                                                          | 2015 | —                 | —                 | Vem Ne Mim                    |
| "A Minha Mãe Deixa"                                                                     | 2015 | —                 | —                 | Vem Ne Mim                    |
| "Paredão Metralhadora"                                                                  | 2015 | 37                | 1                 | Vem Ne Mim                    |
| "Eu Tento Evitar"                                                                       | 2016 | —                 | —                 | Não adicionado à nenhum álbum |
| "Me Deixa Louca"                                                                        | 2016 | —                 | —                 | Esquenta                      |
| "Calcanhar de Prego"                                                                    | 2017 | —                 | 7                 | Esquenta                      |
| "No Cavalinho"                                                                          | 2018 | —                 | —                 | No Cavalinho                  |
| "Guitarrinha"                                                                           | 2018 | —                 | —                 | Ao Vivo em Tabatinga          |
| "—" denota singles que não entraram nas paradas musicais ou não foram lançados no país. |      |                   |                   |                               |

## Filmografia

### Televisão
| Ano  | Título    | Papel                   | Notas        | Ref.   |
| ---- | --------- | ----------------------- | ------------ | ------ |
| 2020 | A Fazenda | Participante (5º lugar) | Temporada 12 | [ 20 ] |